# Michael Cyril Creighton
Michael Cyril Creighton (* 1979) ist ein US-amerikanischer Schauspieler und Drehbuchautor.

## Leben
Creighton wurde 1979 in Kings Park geboren und wuchs auf Long Island mit seiner Mutter und seinen Großeltern auf; seinen Vater lernte er nie kennen. Er studierte Theater am Emerson College in Boston.
Creighton arbeitete viele Jahre an der Kasse des Playwrights Horizons Theaters und trat nebenbei in Stücken der Debate Society und der New York Neo-Futurists auf.
2003 übernahm er eine kleine Rolle in der Filmkomödie Fake ID. Ab dem Jahr 2009 schuf er die Webserie Jack in a Box, von der in den kommenden drei Jahren 31 Episoden entstanden. Die Serie brachte ihm 2010 eine Auszeichnung beim New York TV Festival 2010 für den Best Web Series Pilot und beim Writers Guild of America Award 2013 eine Auszeichnung in der Kategorie Outstanding Achievement in Writing Original New Media ein. Im Jahr 2010 lernte Creighton Katja Blichfeld kennen, die ihn für eine Rolle in der Comedy-Serie 30 Rock besetzte. Es folgten zahlreichen Gastrollen in Fernsehserien wie Louie, Orange Is the New Black, Person of Interest und Nurse Jackie. 
2014 erhielt Creighton eine Rolle in Sarah Ruhls Theaterstück Stage Kiss am Playwrights Horizons. Die Rolle brachte ihm eine Nominierung für den Outer Critics Circle Award 2014 in der Kategorie Outstanding Featured Actor in a Play ein.
Einem größeren Publikum wurde Creighton 2016 durch seine profilierte Nebenrolle als Missbrauchsopfer Joey Crowley in Tom McCarthys Filmdrama Spotlight bekannt. Creighton übernahm außerdem Rollen in Steven Spielbergs Historiendrama Die Verlegerin, der Komödie Game Night, der Filmbiografie Can You Ever Forgive Me? und der Literaturverfilmung Amerikanische Fiktion. In der Miniserie Dexter: New Blood war er ab dem Jahr 2021 als Ladenbesitzer Fred Jr. zu sehen. Im gleichen Jahr übernahm Creighton in der Comedy-Krimi-Serie Only Murders in the Building die Rolle des Howard Francis Morris. 
Michael Cyril Creighton ist Mitglied der SAG-AFTRA, der Actors' Equity Association und der Writers Guild of America.
Creighton ist seit dem 14. Mai 2016 mit Brian Mullan verheiratet.

## Filmografie (Auswahl)
Schauspieler
- 2003: Fake ID
- 2007: The Burg (Fernsehserie, 1 Episode)
- 2009–2012: Jack in a Box (Webserie, 31 Episoden)
- 2010: The Actress (Fernsehserie, 1 Episode)
- 2010: Jeffery & Cole Casserole (Fernsehserie, 1 Episode)
- 2010: 30 Rock (Fernsehserie, 1 Episode)
- 2010, 2012: Very Mary-Kate (Fernsehserie, 2 Episoden)
- 2012: Louie (Fernsehserie, 2 Episoden)
- 2013: Towheads
- 2013: Orange Is the New Black (Fernsehserie, 1 Episode)
- 2013: How to Follow Strangers
- 2013: Person of Interest (Fernsehserie, 1 Episode)
- 2013, 2014: High Maintenance (Webserie, 2 Episoden)
- 2014: Nurse Jackie (Fernsehserie, 1 Episode)
- 2015: Eat Our Feelings (Fernsehserie, 1 Episode)
- 2015: Sleeping with Other People
- 2015: 3rd Street Blackout
- 2015: Sex&Drugs&Rock&Roll (Fernsehserie, 1 Episode)
- 2015: Spotlight
- 2015: 2 Broke Girls (Fernsehserie, 1 Episode)
- 2016: Horace and Pete (Miniserie, 2 Episoden)
- 2016: The Outs (Fernsehserie, 3 Episoden)
- 2016, 2019: High Maintenance (Fernsehserie, 2 Episoden)
- 2017: Die Münzraub-AG (Coin Heist)
- 2017: Fits and Starts
- 2017: The Good Fight (Fernsehserie, 1 Episode)
- 2017: Rhinebrook (Fernsehserie, 2 Episoden)
- 2017: Liebe zu Besuch (Home Again)
- 2017: Graves (Fernsehserie, 3 Episoden)
- 2017: Die Verlegerin (The Post)
- 2017: Neon Joe, Werewolf Hunter (Fernsehserie, 1 Episode)
- 2018: Game Night
- 2018: Billions (Fernsehserie, 1 Episode)
- 2018: Can You Ever Forgive Me?
- 2019: Seneca
- 2019: Human Interest (Fernsehserie, 1 Episode)
- 2020: AJ and the Queen (Fernsehserie, 1 Episode)
- 2020: The Outside Story
- 2020: The Dark End of the Street
- 2020: Paper Spiders
- 2020: Dash & Lily (Fernsehserie, 4 Episoden)
- 2021–2022: Dexter: New Blood (Fernsehserie, 6 Episoden)
- seit 2021: Only Murders in the Building (Fernsehserie)
- 2022: Blue Bloods – Crime Scene New York (Blue Bloods, Fernsehserie, 1 Episode)
- 2022: A League of Their Own (Fernsehserie, 1 Episode)
- 2022: New Amsterdam (Fernsehserie, 1 Episode)
- 2023: Dieses Gefühl, dass die Zeit, etwas zu tun, vorbei ist (The Feeling That The Time For Doing Something Has Passed)
- 2023: The Marvelous Mrs. Maisel (Fernsehserie, 8 Episoden)
- 2023: Amerikanische Fiktion (American Fiction)

Drehbuchautor
- 2009–2012: Jack in a Box (Webserie, 31 Episoden)
- 2013: High Maintenance (Webserie, 1 Episode)

## Theatrografie (Auswahl)
Schauspieler
- 2003: The Tragedy of Hamlet, Prince of Denmark (The Culture Project, New York)
- 2007: The Vietnamization of New Jersey (The Beckett Theatre at Theatre Row, New York)
- 2007: An Octopus Love Story (Center Stage NY, New York)
- 2008: Cape Disappointment (The Debate Society, Performance Space 122, New York)
- 2009: MilkMilkLemonade (Under St. Marks, New York)
- 2011: Buddy Cop 2 (Atlantic Theater Company Atlantic Stage 2 u. The Ontological Theater at St. Mark's Church, New York)
- 2012: Blood Play (The Bushwick Starr, New York)
- 2013: Blood Play (Williamstown Theatre Festival, Williamstown, MA)
- 2014: Stage Kiss (Playwrights Horizons Mainstage, New York)
- 2018: The Amateurs (Vineyard Theatre, New York)